# Pomnik Marcelego Nowotki w Warszawie (Śródmieście)
Pomnik Marcelego Nowotki – pomnik, który od 1968 znajdował się w Warszawie na niewielkim skwerze znajdującym się u zbiegu ówczesnej ul. Marcelego Nowotki (od 1990 ul. gen. Władysława Andersa) i pieszego przedłużenia ul. Franciszkańskiej. Rozebrany po 1989 roku.

## Historia
Inicjatorem pomnika Marcelego Nowotki był Komitet Warszawski PZPR.
Monument został odsłonięty 20 kwietnia 1968 (według innego źródła 30 kwietnia 1968) przez I sekretarza KW PZPR Józefa Kępę. W uroczystości wzięła udział żona Marcelego Nowotki Eufemia i jego rodzina, a także delegacje z zakładów noszących jego imię (m.in. stołecznych Zakładów Mechanicznych im. Marcelego Nowotki i Huty im. Marcelego Nowotki w Ostrowcu Świętokrzyskim).
Pomnik został rozebrany po 1989. Los rzeźby Zofii Wolskiej-Łodziany jest nieznany.
W 2017 Rada m.st. Warszawy nadała skwerowi, na którym znajdował się pomnik, imię Marka Edelmana.

## Projekt i wymowa
Pomnik miał formę białej kamiennej ściany, w szczelinie której umieszczono odlew rzeźby głowy Marcelego Nowotki. Brązowy odlew rzeźby, zaprojektowanej przez Zofię Wolską-Łodzianę, wykonała warszawska Spółdzielnia Brąz Dekoracyjny. Otoczenie pomnika zaprojektował Zygmunt Stępiński. Całość prac zrealizowały Pracownie Sztuk Plastycznych.

## Pomnik Marcelego Nowotki na Woli
Drugi pomnik Marcelego Nowotki w Warszawie został odsłonięty 4 stycznia 1973 w dzielnicy Wola przed budynkiem Zakładów Mechanicznych im. Nowotki.